# 大濠公園駅
大濠公園駅（おおほりこうえんえき）は、福岡県福岡市中央区大手門一丁目に所在する福岡市地下鉄空港線の駅。副駅名は「福岡市美術館口」、駅番号はK06。
駅のシンボルマークは福岡市出身のグラフィックデザイナー、西島伊三雄がデザインしたもので、大濠公園や舞鶴公園付近に多数植えられている桜の花である。
天神駅が管理し、西鉄ステーションサービスが駅業務を受託する業務委託駅である。

## 歴史
- 1980年（昭和55年）7月19日：開業へ向けた試運転に先立ち開始式を当駅にて実施[4]。
- 1981年（昭和56年）7月26日：開業[1]。
- 2014年（平成26年）4月1日：業務委託駅となる[5]。

## 駅構造
相対式ホーム2面2線を持つ地下駅である。
| 地階    | 出入口                       | 出入口                                     |
| 地下1階 | コンコース階                 | コンコース、案内所、自動券売機、自動改札口 |
| 地下1階 | コンコース階                 | トイレ（改札内）                           |
| 地下2階 | 単式ホーム、左側のドアが開く | 単式ホーム、左側のドアが開く               |
| 地下2階 | 1番ホーム                    | ■空港線 福岡空港・貝塚方面（赤坂駅）→      |
| 地下2階 | 2番ホーム                    | ←■空港線 姪浜・唐津方面（唐人町駅）        |
| 地下2階 | 単式ホーム、左側のドアが開く |                                            |

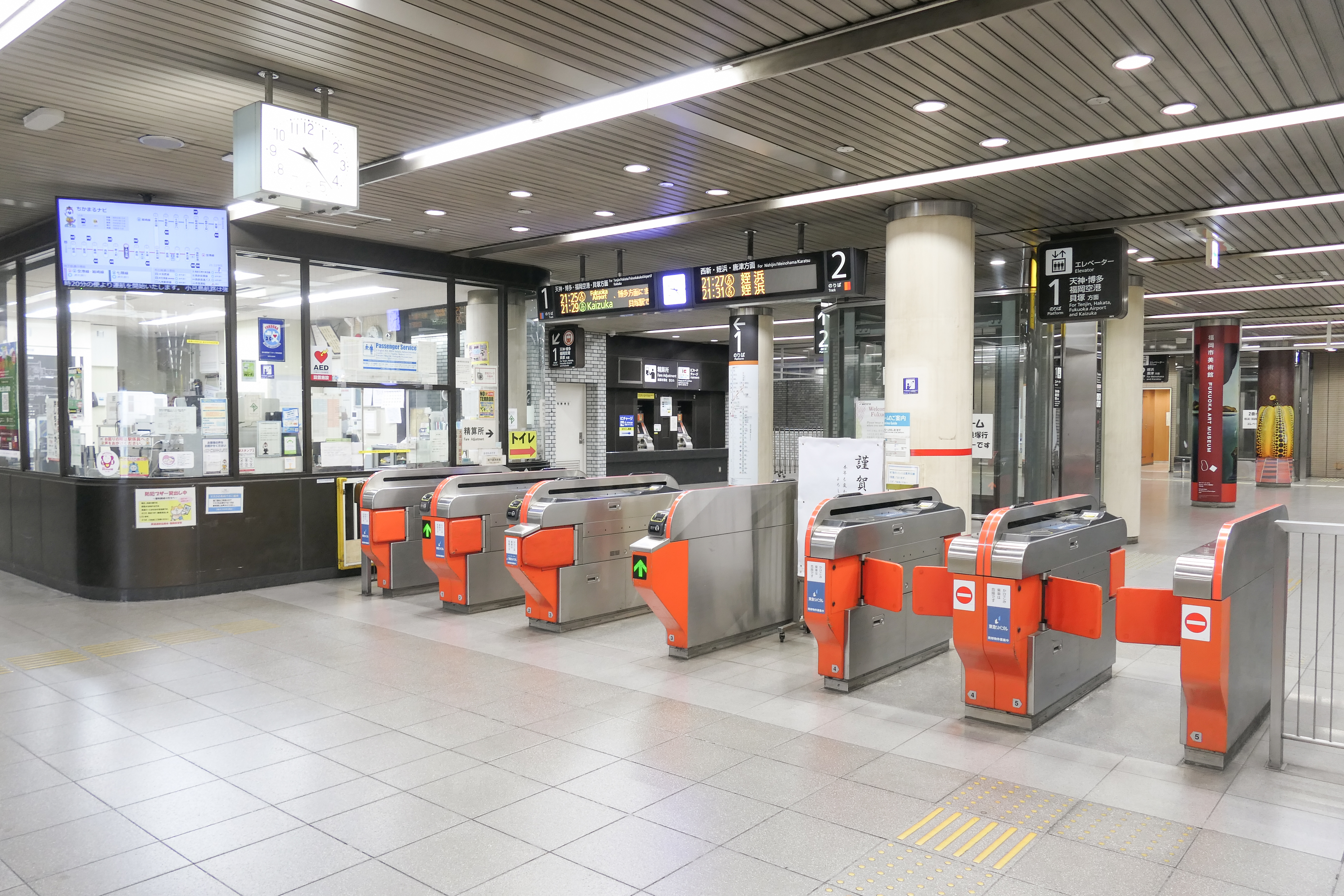
改札口（2023年1月）
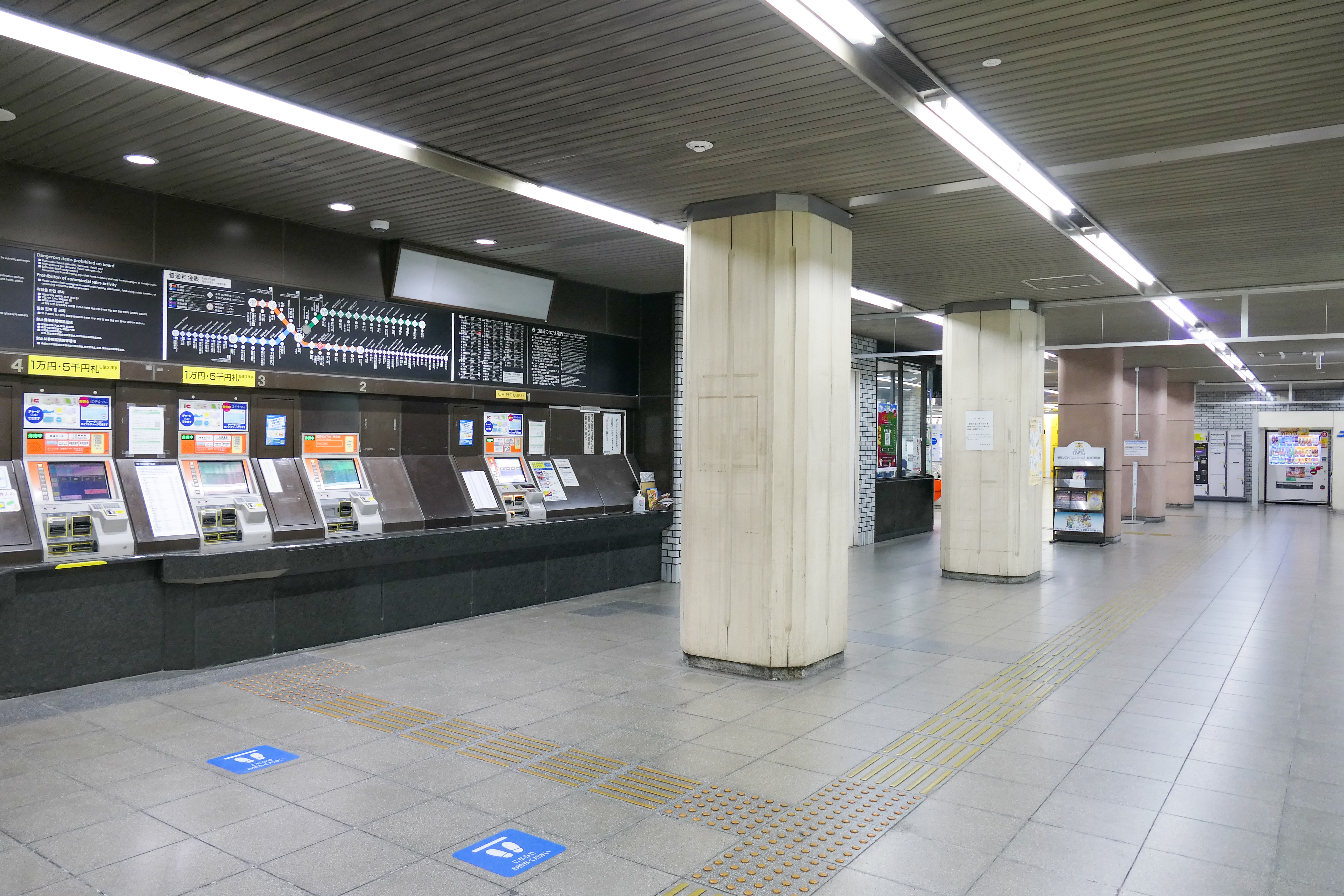
コンコース・切符売り場（2023年1月）
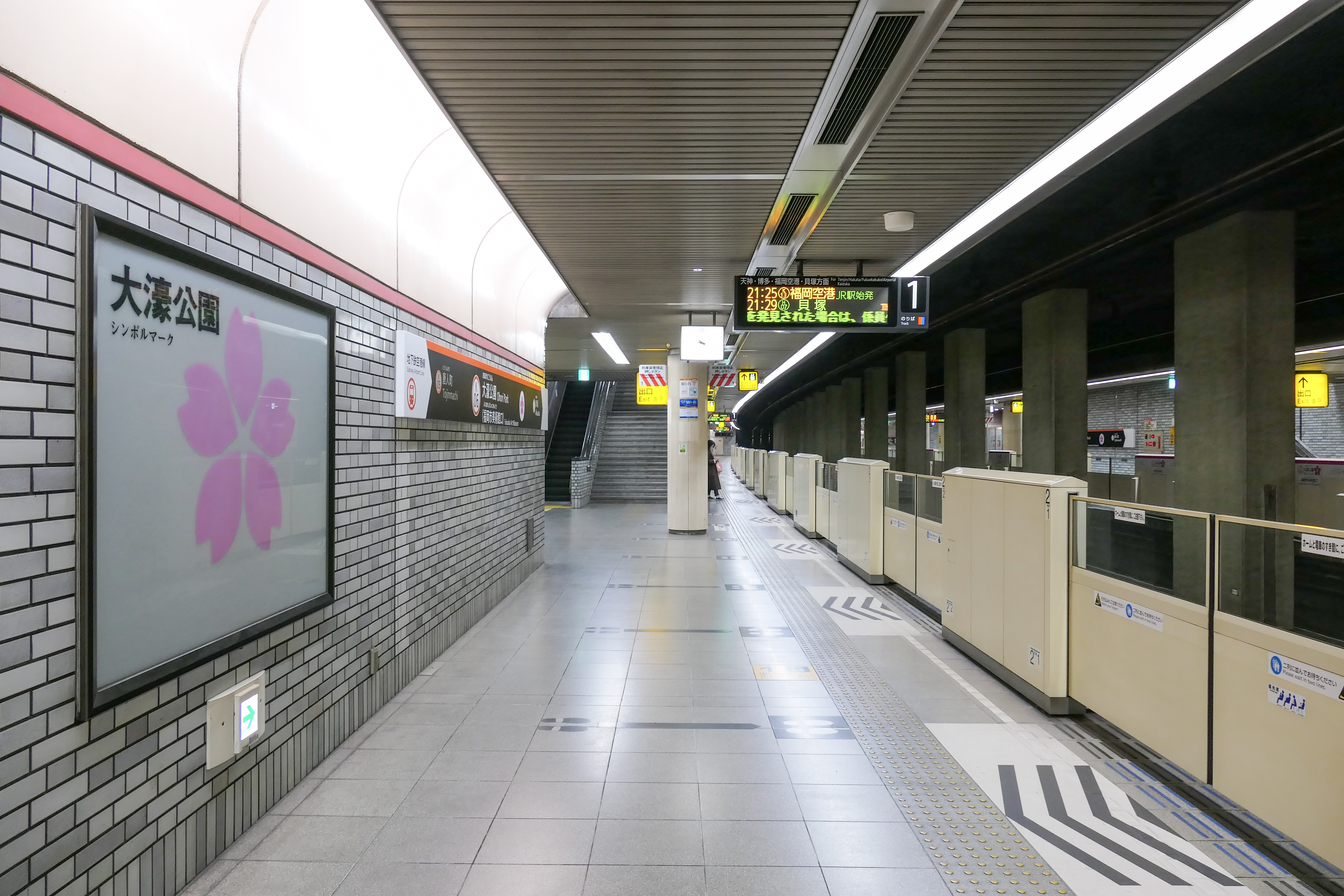
1番線ホーム（2023年1月）
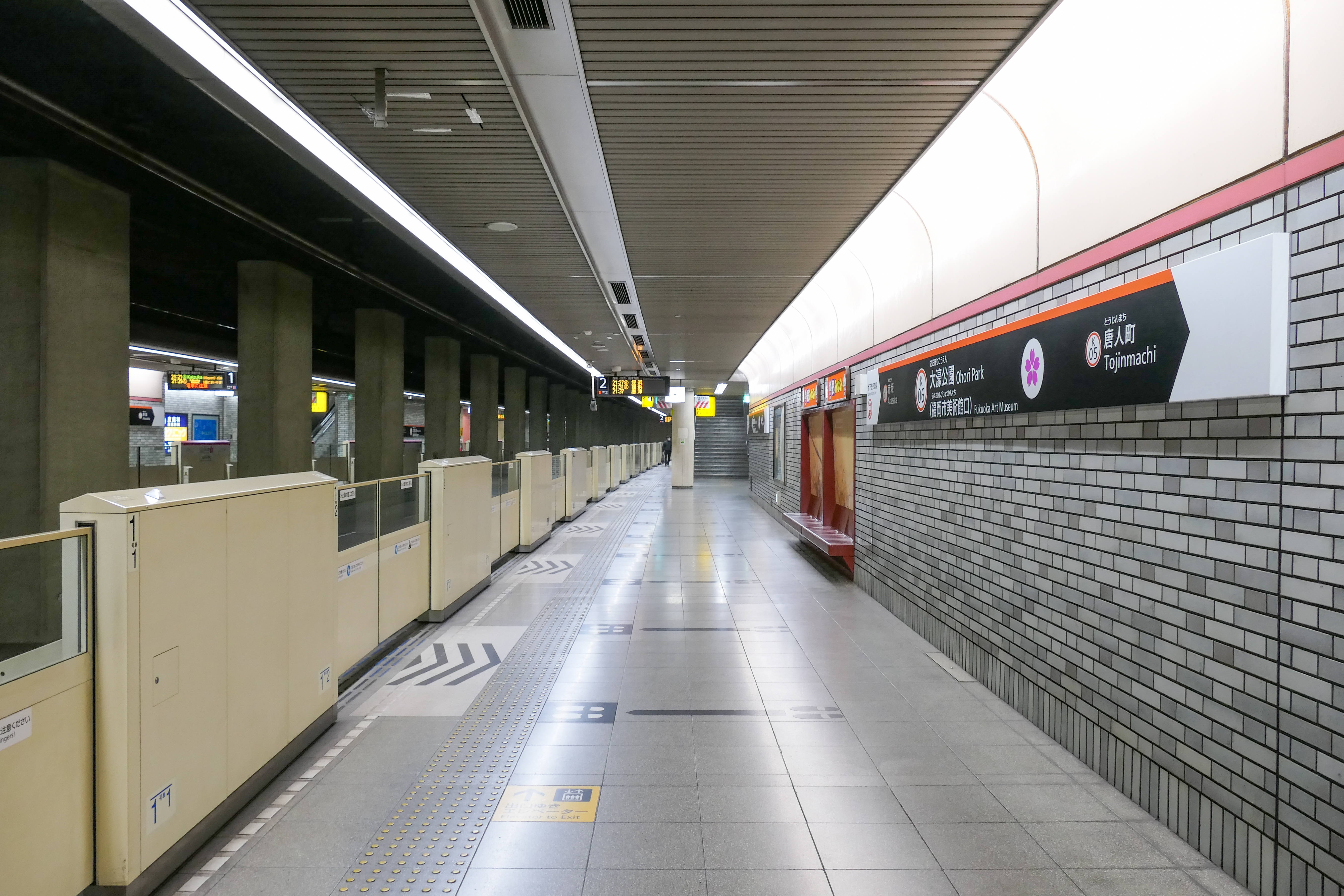
2番線ホーム（2023年1月）
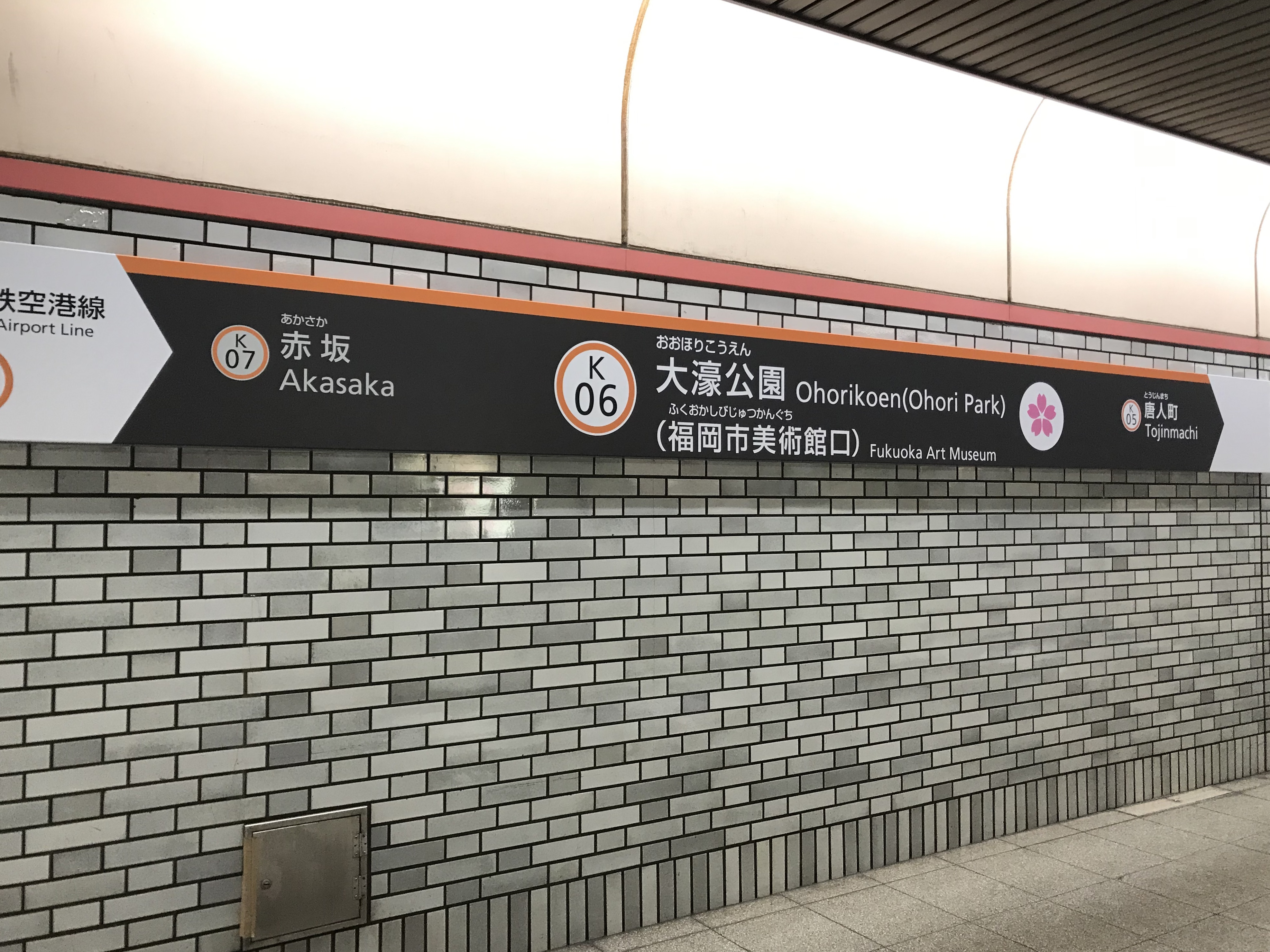
駅名標（2019年6月） 英語表記「Ohori Park」と副駅名「福岡市美術館口（Fukuoka Art Museum）」が入っている。

## 利用状況
2023年度の1日平均乗車人員は10,861人である。
近年の1日平均乗車人員の推移は下表のとおりである。
| 年度               | 1日平均 乗車人員 |
| ------------------ | ---------------- |
| 2001年（平成13年） | 7,660            |
| 2002年（平成14年） | 7,563            |
| 2003年（平成15年） | 7,418            |
| 2004年（平成16年） | 7,175            |
| 2005年（平成17年） | 6,837            |
| 2006年（平成18年） | 7,190            |
| 2007年（平成19年） | 7,253            |
| 2008年（平成20年） | 7,558            |
| 2009年（平成21年） | 7,339            |
| 2010年（平成22年） | 7,681            |
| 2011年（平成23年） | 8,205            |
| 2012年（平成24年） | 8,372            |
| 2013年（平成25年） | 8,740            |
| 2014年（平成26年） | 9,286            |
| 2015年（平成27年） | 10,216           |
| 2016年（平成28年） | 10,766           |
| 2017年（平成29年） | 10,940           |
| 2018年（平成30年） | 11,186           |
| 2019年（令和元年） | 11,537           |
| 2020年（令和02年） | 8,055            |
| 2021年（令和03年） | 8,770            |
| 2022年（令和04年） | 9,870            |
| 2023年（令和05年） | 10,861           |

## 駅周辺
隣の赤坂駅からオフィス街が続いている。
- 大濠郵便局
- 大手門会館
- 福岡縣護国神社
- 金光教荒戸分館
- 天理教教務分館
- 大濠公園能楽堂
- 荻野歯科医院
- 藤崎歯科
- すの子公園
- 大濠公園
- 福岡簡易保険事務センター
- 福岡市美術館
- 福岡教育大学附属福岡小学校・中学校
- 福岡大学附属大濠中学校・高等学校
- 福岡大学附属若葉高等学校
- 厚徳会大日保育園
- みぎわ幼稚園
- 西公園
- 光雲神社
- 福岡城跡（舞鶴公園）
- 福岡管区気象台
- 平和台陸上競技場
- ふくおかフィナンシャルグループ本社
- 福岡銀行湊町支店
- 西日本シティ銀行港町支店
- NHK福岡放送局
- 西鉄バス「荒戸一丁目」停留所

## 駅名
- 仮称は「荒戸駅」であり、1号線（空港線）では唯一仮称と異なる駅名となった。
- 2019年3月21日に福岡市美術館がリニューアルオープンするのを機に、副駅名として「福岡市美術館口」を設定した[7]。福岡市地下鉄の駅に副駅名が設定されるのは初めてのことである。

## 隣の駅
福岡市交通局
 地下鉄空港線
唐人町駅 (K05) - 大濠公園駅 (K06) - 赤坂駅 (K07)